# ترکیبات آلی فلوئور

برخی از ترکیبات اورگانوفلورین مهم
A: فلوئورومتان
B: ایزوفلوران
C: سی اف سی ها
D: اچ اف سی ها
E: تریفیلیک اسید
F: تفلون
G: پی اف او اس
H: فلوروراسیل
I: فلوکستین

ترکیبات آلی فلوئور یا ترکیبات اورگانوفلورین(به انگلیسی: Organofluorine compounds) دسته ای از ترکیبات آلی هستند که در آن اتم های کربن و فلوئور با یکدیگر پیوند کووالانسی برقرار کرده اند که این پیوند قطبی می باشد.این ترکیبات دارای کاربرد وسیعی در صنایع کشاورزی، داروسازی و در ساخت مواد سرمازا در سیستم های تبرید و ساخت سورفکتانت ها کاربرد دارد.البته این مواد سمی بوده و به صورت آلاینده در هوا موجب تخریب لایه ازن می شوند.